# Пхукет (планина)
Пхукет, или Пукет (на тайски: ทิวเขาภูเก็ต) е планински хребет в Южен Тайланд, на полуостров Малака. Простира се на 250 km покрай източния бряг на Андаманско море, от провлака Кра на север до протока Пакхпра, отделящ остров Пхукет на юг от континента. Максималната му височина е 1465 m. Изграден е от гранити, гнайси, кристалинни шисти и варовици. Целият хребет е дълбоко разчленен от речни долини и в някои места се разпада на отделни масиви. Най-голямата река, водеща началото си от него, е Кирират, течаща на изток и вливаща се в Сиамския залив. Покрит е с вечнозелени тропични гори.